# Vitray
Vitray ist eine Ortschaft und eine ehemalige französische Gemeinde mit 135 Einwohnern (Stand 1. Januar 2022) im Département Allier in der Region Auvergne-Rhône-Alpes. Sie gehörte zum Arrondissement Montluçon und zum Kanton Bourbon-l’Archambault.
Mit Wirkung vom 1. Januar 2017 wurden die früheren Gemeinden Meaulne und Vitray zu einer Commune nouvelle mit dem Namen Meaulne-Vitray zusammengelegt und haben in der neuen Gemeinde den Status einer Commune déléguée. Der Verwaltungssitz befindet sich im Ort Meaulne.

## Lage
Vitray liegt etwa 23 Kilometer nordnordöstlich von Montluçon.

## Bevölkerungsentwicklung
| Jahr                       | 1962 | 1968 | 1975 | 1982 | 1990 | 1999 | 2008 | 2013 |
| Einwohner                  | 208  | 194  | 149  | 137  | 133  | 130  | 121  | 103  |
| Quellen: Cassini und INSEE |      |      |      |      |      |      |      |      |

## Sehenswürdigkeiten
- Kirche Saint-Éloi aus dem 12. Jahrhundert, Umbauten aus dem 17. Jahrhundert, seit 1976 Monument historique

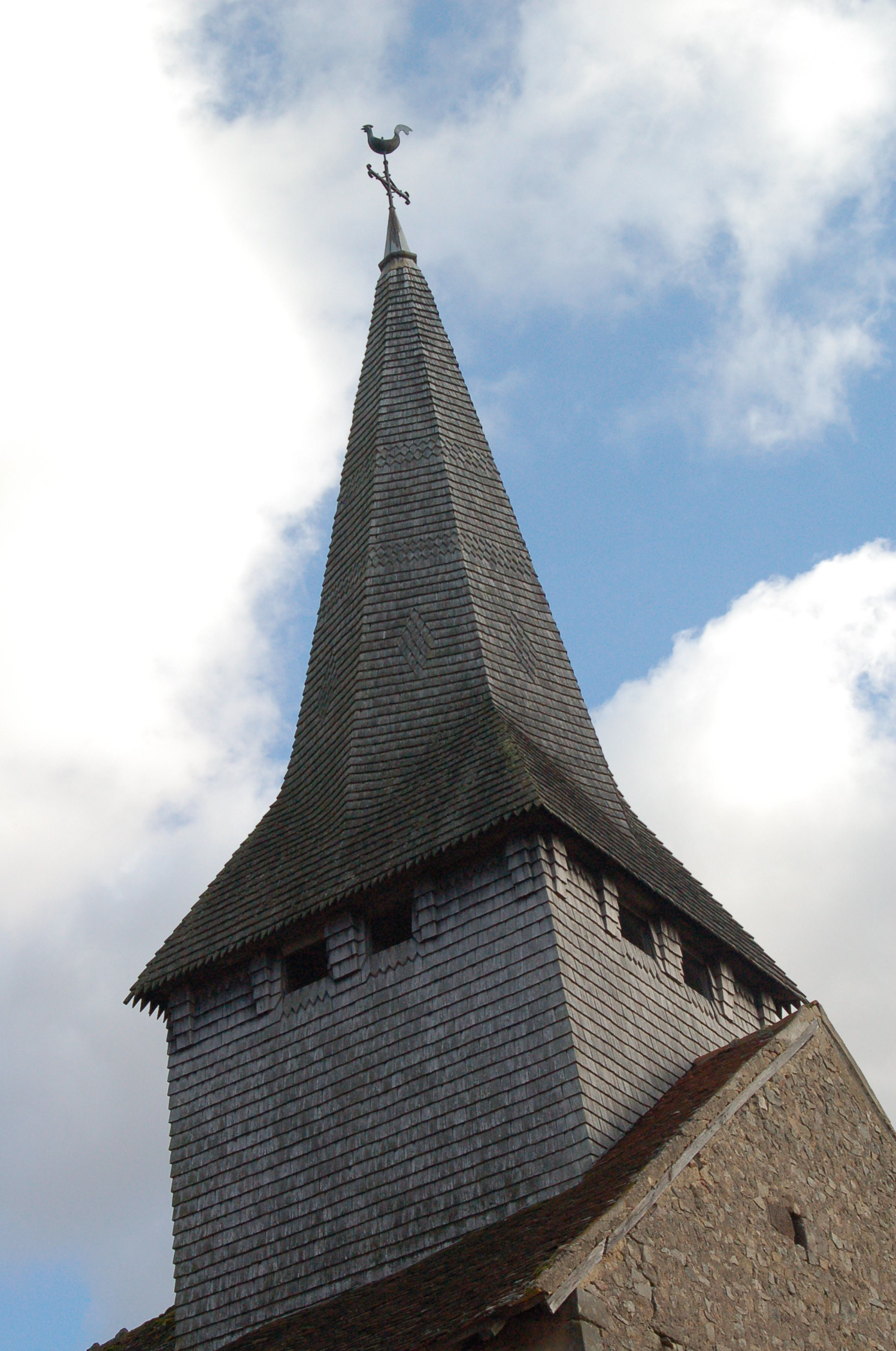
Kirche Saint-Éloi